# Jasieniec (powiat makowski)
Jasieniec – osada leśna w Polsce położona w województwie mazowieckim, w powiecie makowskim, w gminie Krasnosielc.